# Haplostomides otagoensis
Haplostomides otagoensis is een eenoogkreeftjessoort uit de familie van de Botryllophilidae. De wetenschappelijke naam van de soort is voor het eerst geldig gepubliceerd in 2001 door Ooishi.